# Guillaume-Philippe Benoist
Pour les articles homonymes, voir Benoist.
Guillaume-Philippe Benoist (1725-1770 ou 1800 ?), est un graveur portraitiste et éditeur d'estampes français ayant travaillé à Londres.

## Biographie
Benoist est né en 1725 dans le diocèse de Coutances en Normandie. 
Il est décrit par la plupart des bibliographes comme graveur à l'eau-forte et au burin, ainsi qu'éditeur d'estampes. Le graveur et critique d'art britannique de la fin du XVIIIe siècle, Joseph Strutt, écrit qu'« il s'est principalement consacré à la gravure de petites pièces, certes exécutées avec finesse, mais sans grand éclat. ».
Son œuvre de portraitiste, peu nombreux, se compose principalement d'interprétations de tableaux de peintres en de petits formats.
Il est également graveur d'illustrations pour des éditions littéraires : par exemple, en 1744, est publié à Londres le Pamela: or, Virtue Rewarded, un roman épistolaire de Samuel Richardson, comportant une série de douze gravures d'après Joseph Highmore et que Benoist exécuta en compagnie de Louis Truchy. On le trouve également parmi les graveurs qui travaillent à l'illustration du quatrième volume de la Vie des peintres flamands de Jean-Baptiste Descamps (1706-1791), publié à Paris, chez Jombert, entre 1753 et 1760. Portalis et Beraldi écrivent que son travail est loin de valoir celui d'Étienne Ficquet.
Strutt affirme qu'il meurt à Londres en 1770. De leurs côtés, Portalis et Beraldi (1880), plus prudents, signalent un certain Antoine Benoist, graveur né à Soissons en 1721, qui serait mort à Londres en 1770. Ils soulignent également la présence à Paris d'une peintre et graveuse française, Marie-Guilhelmine Leroux de La Ville, épouse Benoist (1768-1826) — qui signait ses travaux « La Ville f.e. Benoist ».
Marcel Roux, dans son Inventaire français (1933) se garde bien de conclure et de lever le doute sur la date de décès de Guillaume-Philippe Benoist, mais mentionne bien la présence d'un Guillaume Benoist, graveur à Paris, résidant rue des Fossés Saint-Bernard en 1793, et qu'il y serait mort vers 1800, données bibliographiques en contradiction avec les travaux de Michael Bryan (1757-1821).

## Gravures attribuées

### Portraits

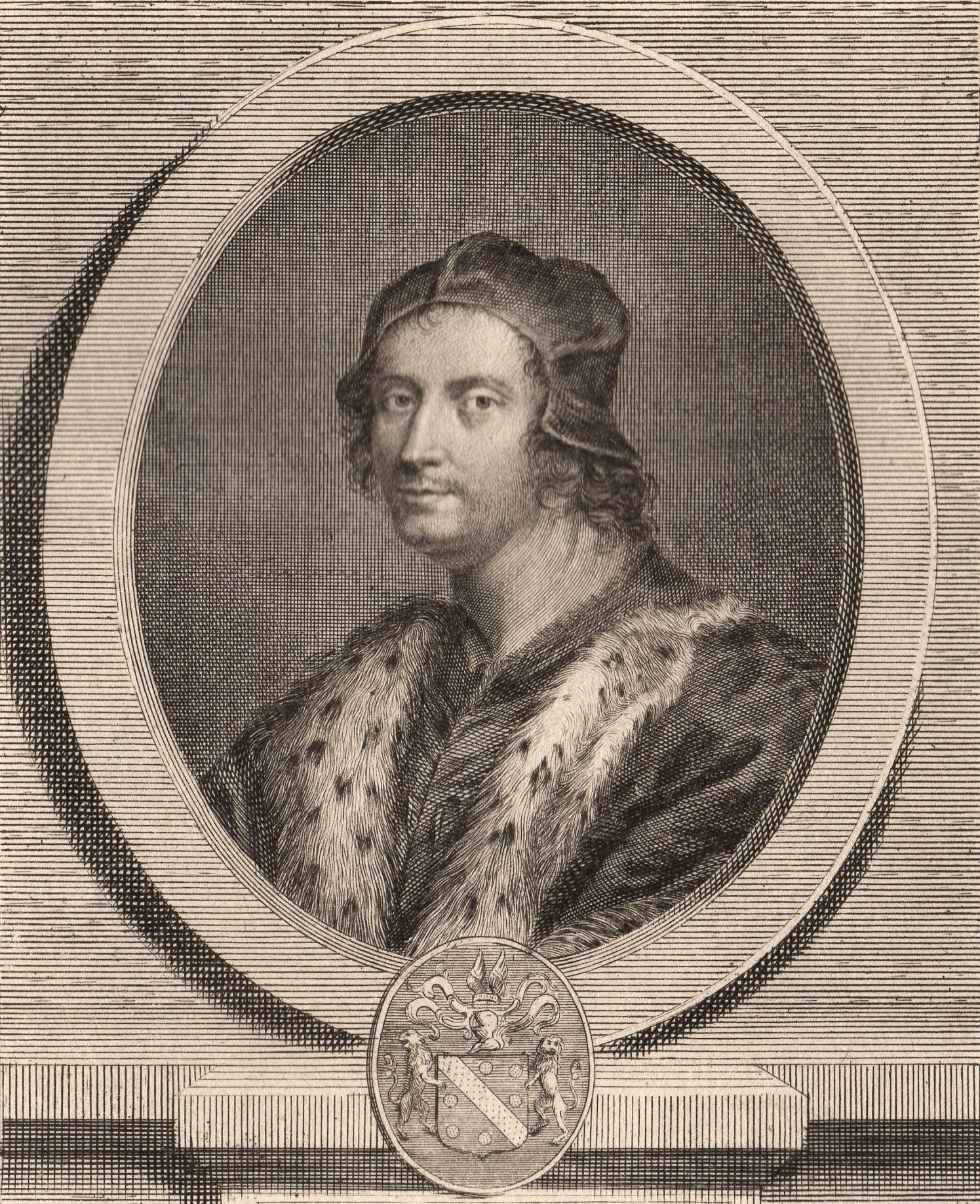
Portrait de Jean de Carondelet (d'après Raphaël).

La Bibliothèque nationale de France conserve une quarantaine d'estampes en son fonds.
- Galileo Galilei, d'après Francesco Villamena.
- Le président de Montesquieu.
- Alexander Pope.
- Rosen de Rosenstein, médecin.
- Sir Isaac Newton.
- Blaise Pascal.
- Albert Haller.
- Mademoiselle Clairon, actrice.
- Jacques André Joseph Aved, peintre, d'après son autoportrait.
- Armand Thomas Hüe chevalier marquis de Miroménil, conseiller du Roy en tous ses conseils premier président du Parlement de Rouen, signée « G. Benoist sculp. », [d'après Voiriot], entre 1774 et 1787[5].

### Galerie d'autres gravures

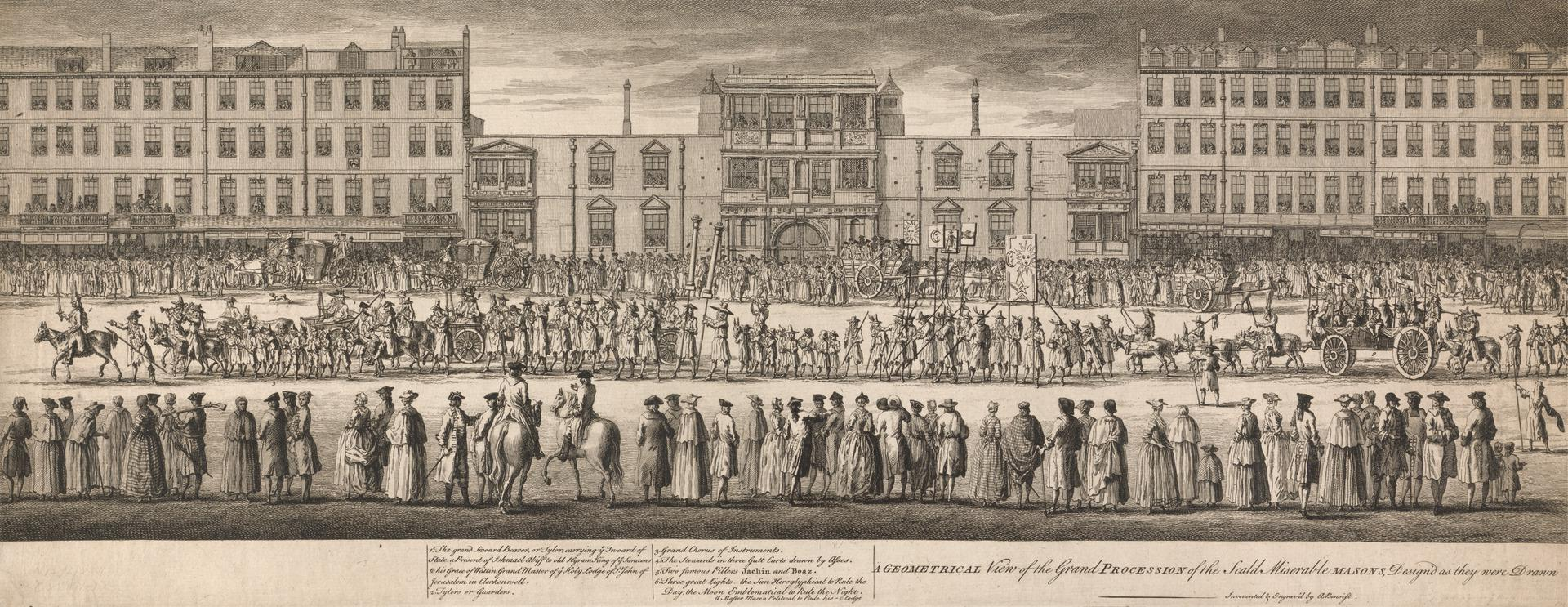
A Geometrical View of the Grand Procession of the Scald Miserable Masons, Designed as they were (1771, Centre d'art britannique de Yale).
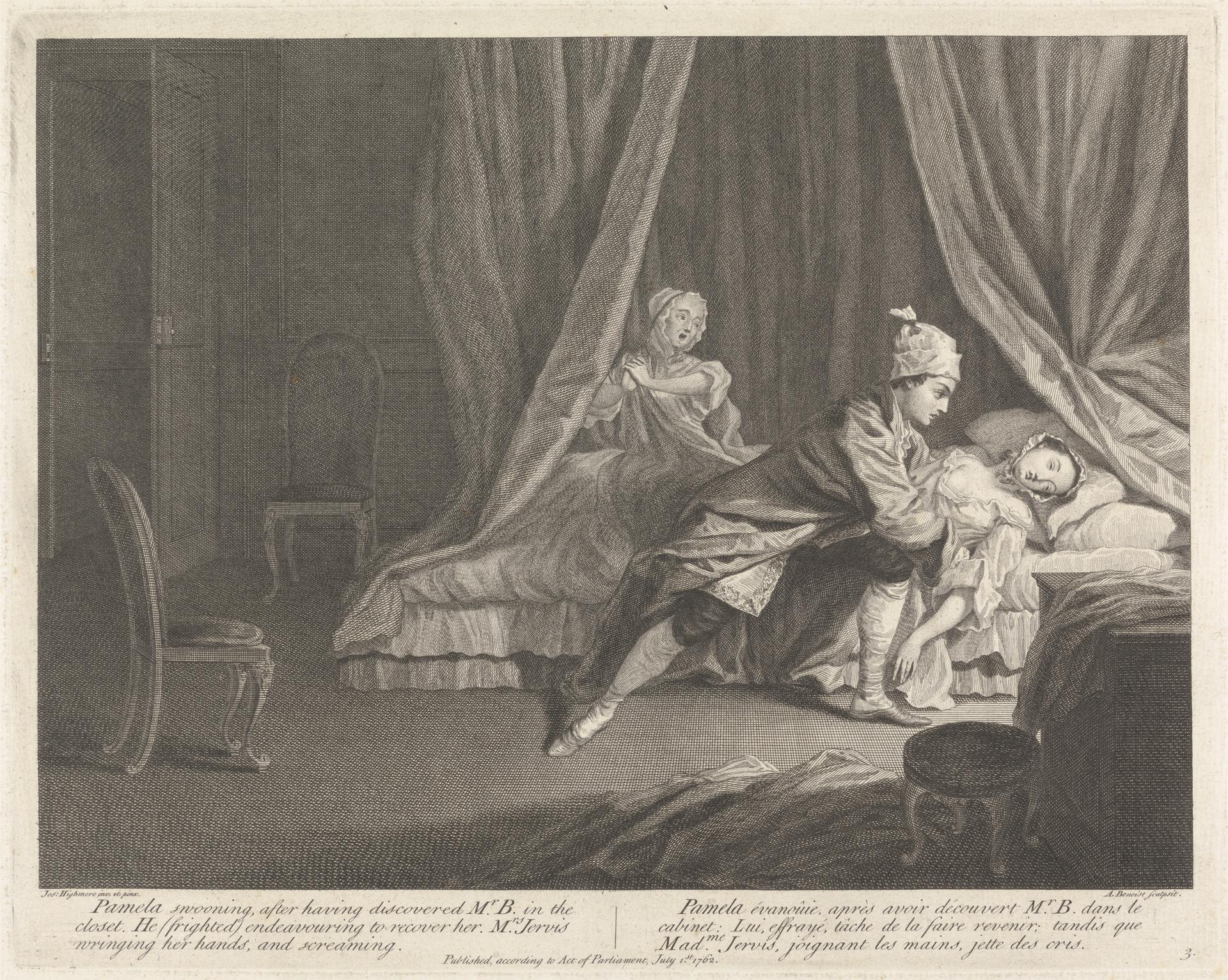
Illustration pour The Life of Pamela (1762, Centre d'art britannique de Yale).
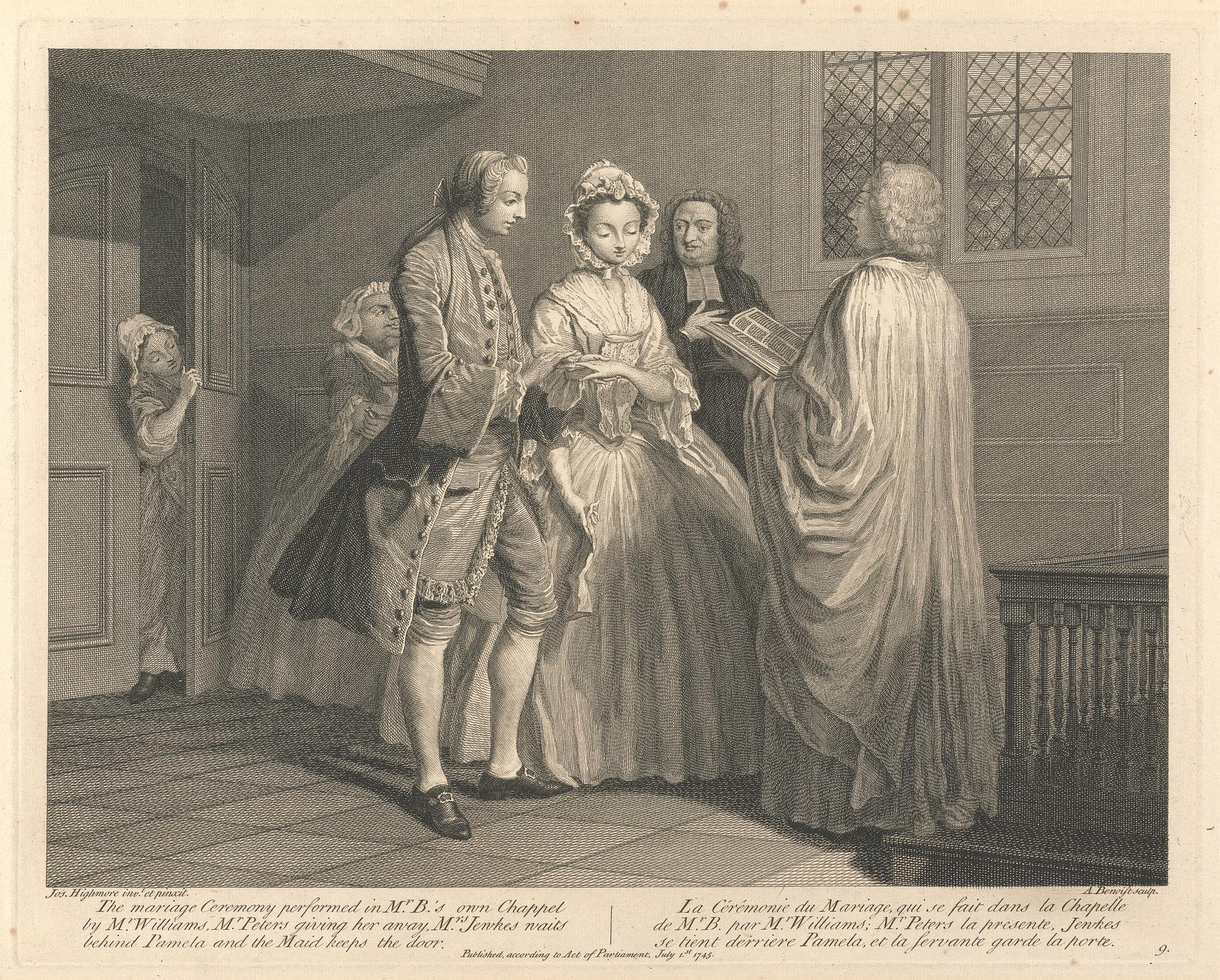
The Marriage Ceremony performed in Mr. B.'s own Chappel by Mr. Williams, Mr. Peters giving her away, Mrs. Jewkes waits behind Pamela and the Maid keeps the door, eau-forte et pointillé (1745, Centre d'art britannique de Yale).